# Drusus medianus
Drusus medianus är en nattsländeart som beskrevs av Marinkovic-gospodnetic 1976. Drusus medianus ingår i släktet Drusus och familjen husmasknattsländor. Inga underarter finns listade i Catalogue of Life.